# Grand Prix-seizoen 1906
Het Grand Prix-seizoen 1906 was het eerste Grand Prix-jaar met een Grande Épreuve. Het seizoen begon op 12 februari en eindigde op 6 oktober na één Grande Épreuve en vijf andere races.

## Kalender

### Grandes Épreuves
| Ronde | Datum  | Grand Prix | Circuit        | Winnaar      | Constructeur | Verslag |
| ----- | ------ | ---------- | -------------- | ------------ | ------------ | ------- |
| 1     | 2 juli | Frankrijk  | rondom Le Mans | Ferenc Szisz | Renault      | verslag |

### Andere races
| Datum        | Land             | Racenaam                  | Circuit     | Winnaar          | Constructeur | Verslag |
| ------------ | ---------------- | ------------------------- | ----------- | ---------------- | ------------ | ------- |
| 12 februari  | Cuba             | Race van Cuba             | Havana      | Victor Demogeot  | Darracq      | verslag |
| 6 mei        | Italië           | Targa Florio              | Madonie     | Alessandro Cagno | Itala        | verslag |
| 13 augustus  | België           | Ardennenrace              | Bastenaken  | Arthur Duray     | de Dietrich  | verslag |
| 22 september | Verenigde Staten | Vanderbilt Eliminatierace | Long Island | Joe Tracy        | Locomobile   | verslag |
| 6 oktober    | Verenigde Staten | Vanderbilt Cup            | Long Island | Louis Wagner     | Darracq      | verslag |

1894 · 1895 · 1896 · 1897 · 1898 · 1899 · 1900 · 1901 · 1902 · 1903 · 1904 · 1905 · 1906 · 1907 · 1908 · 1909 · 1910 · 1911 · 1912 · 1913 · 1914 · 1915 · 1916 · Eerste Wereldoorlog · 1919 · 1920 · 1921 · 1922 · 1923 · 1924 · 1925 · 1926 · 1927 · 1928 · 1929 · 1930 · 1931 · 1932 · 1933 · 1934 · 1935 · 1936 · 1937 · 1938 · 1939 · 1940-1945 (Tweede Wereldoorlog) · 1946 · 1947 · 1948 · 1949 
 Lijst van Grand Prix-wedstrijden voor 1950